# Syd Millar
John Sydney „Syd“ Millar CBE (* 23. Mai 1934 in Ballymena, Nordirland; † 10. Dezember 2023) war ein nordirischer Rugby-Union-Spieler, der auf der Position des Pfeilers spielte. Er war für die irische Nationalmannschaft aktiv – er kam 37-mal für sie zum Einsatz – und spielte neunmal für die British and Irish Lions. Er repräsentierte die Irish Rugby Football Union jahrelang im Weltverband International Rugby Board als Vorsitzender.
Millar gab 1958 sein Debüt für Irland gegen Frankreich. 1959 wurde er erstmals für eine Tour der British and Irish Lions nominiert. Er kam gegen Australien und Neuseeland zum Einsatz. Im selben Jahr spielte er ebenfalls zum ersten Mal für die Barbarians. Als Spieler folgten 1962 und 1968 zwei weitere Touren für die British and Irish Lions. 1970 beendete er seine Karriere für Irland und ist damit einer der wenigen Spieler, die in über 20 Jahre lang Rugby spielten.
1974 fungierte Millar als Trainer der British and Irish Lions bei deren Tour nach Südafrika. Die Lions verloren kein Spiel. Sechs Jahre später gehörte er wieder dem Tross an, diesmal als Tour Manager. Dieselbe Rolle übernahm er bei der irischen Nationalmannschaft während der ersten Weltmeisterschaft 1987. In den folgenden Jahren arbeitete er beim Weltverband. Nach der WM 2007 legte er sein Amt nieder und wurde zum Mitglied der französischen Ehrenlegion ernannt. Der Orden wurde ihm von seinem Nachfolger Bernard Lapasset übergeben.